# Universität Konyang
Die Universität Konyang ist eine private Universität in Nonsan, Südkorea.  Außerdem hat sie einen Zweig in Daejeon, an dem Mediziner und Krankenschwestern ausgebildet werden und einen Zweig für außeruniversitärischen Unterricht in Gyeryong.
Die Universität wurde 1991 gegründet. 2009 waren etwa 10.000 Studenten an der Universität eingeschrieben. Davon waren etwa 5 % Ausländer, fast alle aus China. Der Gründer und für lange Zeit Präsident war Kim Hee-soo. Jetzt ist Chung Yeon-ju Präsident.
2010 wurde die Universität und zehn andere südkoreanische Universitäten als Empfängern Gelder eines Programms namens Advancement of College Education (ACE) program.
Konyangs Motto ist „Wahrheit, Kreativität und Dienstleistung“.